# Janssons frestelse
Lo Janssons frestelse (pronuncia svedese: [jɑːnsɔns frɛstɛlsə], tentazione di Jansson) è un piatto tradizionale della cucina svedese a base di patate, cipolle, spratti sott'aceto, pangrattato e panna. È comunemente incluso in un buffet natalizio svedese, ma può essere mangiato anche in altre occasioni, come la Pasqua. Il piatto è comune anche in Finlandia e Norvegia. 

## Preparazione
Si tagliano le patate in strisce sottili e si dispongono a strati in una teglia da forno, alternandole con gli spratti e le cipolle tritate, si mette sale e pepe sopra ogni strato, poi si spolvera l'ultimo strato con il pangrattato e si aggiunge la panna fino a che riempia quasi la teglia. Infine viene cotto in forno a 200 °C per circa un'ora.
La ricetta è spesso erroneamente tradotta in inglese, con le acciughe che vengono sostituite alle papaline. Questo perché le papaline (Sprattus sprattus) messi in salamoia con zucchero, sale e spezie erano conosciuti in Svezia come acciughe sino alla metà del XIX secolo, mentre le vere acciughe Engraulis encrasicolus erano vendute in Svezia come sardine. Anche delle piccole aringhe (Clupea harengus) possono essere usate al posto degli spratti.

## Nome e origine
Si è spesso detto che il nome ha avuto origine dal cantante d'opera Per Janzon (1844-1889), ricordato come un buongustaio. Un'altra rivendicazione dell'origine del nome è stata fatta da Gunnar Stigmark in un articolo ("Sa var det med Janssons frestelse") che apparve nella pubblicazione periodica Gastronomisk kalender. Secondo Stigmark, il nome è stato preso dall'omonimo film Janssons frestelse (1928) in cui compare il famoso attore Edvin Adolphson, mentre a dare il nome a questo piatto è stata la madre di Stigmark e la cuoca assunta per la particolare occasione di una cena sociale, dalla quale si è diffuso in altre famiglie e infine nei ricettari.